# Сан-Бонавентура-да-Баньореджо (титулярная церковь)
Титулярная церковь Сан-Бонавентура-да-Баньореджо (лат. Titulus Sancti Bonaventuræ de Balneoregio) — титулярная церковь, была создана Папой Франциском 28 июня 2018 года. Титул принадлежит церкви Сан-Бонавентура-да-Баньореджо, расположенной в квартале Рима Дон-Боско, на виа Марчо Рутилио.

## Список кардиналов-священников титулярной церкви Сан-Бонавентура-да-Баньореджо
- Джозеф Куттс (28 июня 2018 — по настоящее время).